# Símbolo de la extinción

Símbolo de la Extinción

El símbolo de extinción representa la amenaza de la extinción masiva del Holoceno (o sexta extinción en masa) de la tierra: el círculo representa el planeta tierra y el reloj de arena estilizado es un aviso de que el tiempo se está acabando para muchas especies. El símbolo ha sido atribuido a un artista anónimo del barrio de East London llamado ESP o Goldfrog ESP. El símbolo ha sido calificado como "el símbolo de la paz de esta generación". Está siendo utilizado por los manifestantes medioambientales y ya ha sido incorporado en obras de artistas y diseñadores. En 2019, el Museo de Victoria y Alberto adquirió una copia digital del símbolo, además de otros objetos conteniendo el símbolo, para su colección permanente.

## Origen
En 2019, The Guardian informó que "de dónde proviene el símbolo es algo misterioso". The Guardian señaló que su atribución más fiable es a un artista de East London conocido tan solo por "ESP" o "Goldfrog ESP", quien ha rechazado ser contactado directamente excepto a través del sitio web Extinction Symbol, y se ha visto apoyado por los medios de comunicación, especialmente por los dedicados al diseño.
En 2019, el News Statesman, informó que después de que ESP creara el símbolo en 2011, contactaron con más de veinte grupos medioambientales para promover el símbolo, con poco éxito. Sin embargo, en 2018, la Extinction Rebellion (XR) contactó con ESP para considerar la adopción y uso del símbolo, y ESP aclaró en su sitio web Extinction Symbol que el símbolo está disponible libremente para quienes deseen utilizarlo sin propósitos comerciales. En mayo de 2019, Gail Bradbrook de XR emitió un comunicado público para aclarar que: "No sólo que XR no apoya o apueba a ninguna empresa, sino también les recuerda que el Símbolo de Extinción ⧖⃝ nunca podrá ser utilizado para propósitos comerciales, incluyendo las recaudaciones de fondos. El Símbolo de Extinción fue prestado de buena fe a XR por el artista urbano ESP del Reino Unido".
Jason Kottke, bloguero tipográfico, remarcó que la estructura de la licencia mencionada significa que si bien las personas físicas pueden crear su propia ropa y anuncios utilizando el símbolo, ninguna organización sin ánimo de lucro no podría recaudar fondos, ni utilizar economías de escala, para producir en masa elementos para venta con el símbolo.

## Significado
En 2019, en una entrevista por correo electrónico con Ecohustler, ESP dijo lo siguiente acerca de su creación: "A principios de 2011 estaba esbozando aleatoriamente diseños y apenas dibujé el símbolo supe qué era".
ESP dijo que escogieron el círculo para representar la tierra, y un reloj de arena estilizado para representar que el tiempo se agota. Ha sido comentado su semejanza con el símbolo de la paz circular y en blanco y negro de Gerald Holtom (o CND símbolo nuclear), al igual que su parecido también con el símbolo utilizado por los anarquistas. Otros comentaristas han destacado la "X" como un signo de no pasar o de parar.
ESP manifestó que a pesar de ser estilizado era importante que fuera fácilmente interpretable: " empecé por pintarlo muy grande con tiza en una pared Brick Lane y algunos tipos que estaban del otro lado de la calle bromearon, preguntándome si me creía Banksy, preguntándome si creía que era Banksy o algo así. Les ignoré y seguí a lo mío. Al poco empezaron a preguntarse por el significado y uno dijo que la "X marca el sitio", y su amigo dijo entonces "no, el tiempo se acaba". Me di la vuelta y dije "Sí!!".

## Uso

### Protestas

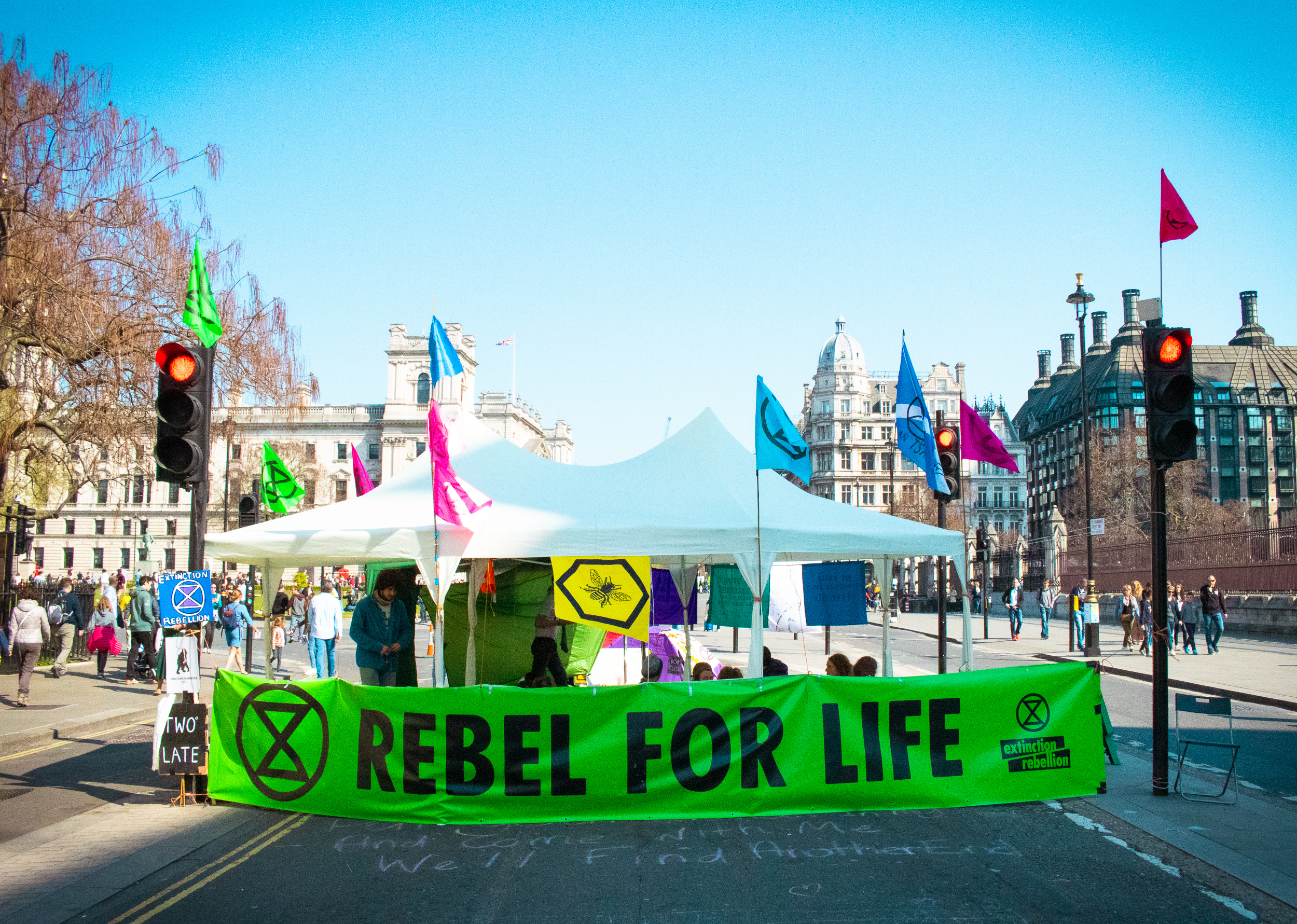
Extinction Rebellion, Londres (2019)

El símbolo se dio a conocer cuando empezó a utilizarse por el grupo de acción medioambiental Extinction Rebellion (XR) en protestas alrededor del mundo de 2018 en adelante. El símbolo de extinción se pintó con pintura lavable en edificios del gobierno durante las protestas medioambientales en el Reino Unido, y en otras protestas a través de Europa. En abril de 2019, El Guardián describió el símbolo como "el símbolo de la paz de esta generación".
En el Glastonbury Festival 2019, más de 2,000 participantes del festival recrearon una versión humana del símbolo de extinción. En julio de 2019, BBC Noticiosa informó un círculo gigante en un cultivo, mientras el XR mencionó otras exhibiciones públicas equivalentes del símbolo de extinción alrededor del mundo. En octubre, un símbolo de extinción provisional hecho de camisetas estuvo colocada en el históricos Alton Barnes Caballo Blanco.

### Arte
Rebelión de extinción (XR) ha utilizado equipos de diseño gráfico internos y externos para reproducir el símbolo de extinción de muchas formas, inspirándose en el movimiento Situationist Internacional del @1960s.
El artista cerámico británico Carrie Reichardt, presentó en 2016 el símbolo en una obra titulada Abejas. Gong de extinción era una instalación de arte por Crystelle Vu y Julian Oliver que presenta el símbolo como pieza central; fue parte también del 2018 que Desaparece Legados: El Mundial cuando exposición de Bosque en Berlín.
En abril de 2019, una obra atribuida al artista Banksy en Arco de Mármol en Londres, presentaba a un niño que aguanta el símbolo de extinción.
En julio, el Museo Victoria y Albert adquirió para su colección permanente varias piezas que muestran el símbolo.